# 諾沃塞利察 (敖德薩州)
诺沃塞利察（羅馬化：Novoselytsia）是烏克蘭西南部敖德萨州比爾霍羅德-德涅斯特羅夫斯基區利曼市鎮的村莊。該村始建於1910年，面積0.41平方公里，海拔高度9米，2001年人口267，人口密度每平方公里651.22人。